# Brenton Strange
Brenton Lamont Strange (Parkersburg, 27 dicembre 2000) è un giocatore di football americano statunitense che milita nel ruolo di tight end per i Jacksonville Jaguars della National Football League (NFL).

## Carriera

### Jacksonville Jaguars
Al college Strange giocò a football a Penn State. Fu scelto nel corso del secondo giro (61º assoluto) del Draft NFL 2023 dai Jacksonville Jaguars. Debuttò come professionista subentrando nella gara del primo turno vinta contro gli Indianapolis Colts. Nella settimana 3 ricevette i primi due passaggi per 7 yard dal quarterback Trevor Lawrence. La sua stagione da rookie si chiuse con 5 ricezioni per 35 yard e un touchdown in 14 presenze, di cui 4 come titolare.